# Platyaxius
Platyaxius is een geslacht van kreeftachtigen uit de klasse van de Malacostraca (hogere kreeftachtigen).

## Soorten
- Platyaxius bardi Poore & Collins, 2009
- Platyaxius brevirostris Sakai, 1994
- Platyaxius odontorhynchus (de Man, 1925)